# PostgreSQL Studio
PostgreSQL Studio — відкритий веб-орієнтований графічний інтерфейс для СУБД PostgreSQL.  Система дозволяє керувати БД і виконувати SQL-запити через веббраузер. Початковий код проекту написаний на Java і розповсюджується під вільною ліцензією PostgreSQL. 
З особливостей проекту можна відзначити інтерактивний вебінтерфейс, написаний з використанням GWT (Google Web Toolkit) і завантажує дані за допомогою AJAX, безпечне з'єднання по HTTPS, наявність редактора SQL-запитів з підсвічуванням синтаксису і виведенням детального плану виконання запиту, набір майстрів для спрощення створення різних об'єктів (таблиці, індекси, тригери, представлення тощо), система навігації по схемі даних, крос-платформова і проста установка.

## Виноски
1. ↑  Представлен PostgreSQL Studio 1.0, новый открытый web-интерфейс для PostgreSQL [Архівовано 5 жовтня 2013 у Wayback Machine.] // opennet.ru 02.10.2013